# Givardon
Givardon település Franciaországban, Cher megyében. Lakosainak száma 302 fő (2022. január 1.). Givardon Augy-sur-Aubois, Blet, Chaumont, Neuilly-en-Dun, Sagonne és Sancoins községekkel határos.

## Népesség
A település népessége az elmúlt években az alábbi módon változott:
| Lakosok száma | 434  | 342  | 316  | 330  | 303  | 296  | 298  | 301  | 303  | 302  |
|               | 1968 | 1982 | 1990 | 2006 | 2013 | 2015 | 2017 | 2019 | 2020 | 2022 |